# Wilhelm Flaschenträger

Wilhelm Flaschenträger 1912

Wilhelm Flaschenträger (* 30. Juli 1866; † 3. Juli 1930 in München) war ein Ziegeleibesitzer und von 1900 bis 1930 der letzte Bürgermeister der Gemeinde Daglfing vor deren Eingemeindung nach München, die er während seiner 30-jährigen Amtszeit immer wieder angestrebt hatte.

## Leben
Der Vater von Wilhelm Flaschenträger, der Ziegelmeister Johann Flaschenträger († 2. Oktober 1890 im 59. Lebensjahr), stammte aus Ginsheim in Hessen. Im Jahr 1868 zog er nach Englschalking. Dort hatte er bereits 1863 gemeinsam mit drei Freunden, darunter Karl Schneider, ein Grundstück erworben. 1864 war Karl Schneider Alleineigentümer geworden und hatte auf dem Grundstück ein Wohnhaus und eine Feldziegelei errichtet. 1868 kaufte ihm Johann Flaschenträger das gesamte Anwesen ab, das mittlerweile die Hausnummer 15 trug (heute Englschalkinger Straße 199), und errichtete 1876 dort einen Ringbrandofen. Johann Flaschenträger gehörte zu den ersten Protestanten in der Gemeinde Daglfing, zu der das Dorf Englschalking damals gehörte.
1889 übernahm Wilhelm Flaschenträger gemeinsam mit seinem Bruder die Ziegelei von seinem Vater. Am 7. November desselben Jahres heiratete er Sophie Nosrovius (* 24. Juli 1868) und stellte im gleichen Monat ein Bürgeraufnahmegesuch an die Gemeinde Daglfing.
1891 zahlte Wilhelm Flaschenträger seinen Bruder aus und wurde dadurch Alleininhaber der väterlichen Ziegelei, die er bis 1915 betrieb. Dort wurden jährlich etwa 1 Million Ziegel hergestellt, für 1907 ist sogar ein Wert von 1,5 Millionen überliefert.
Im Juli 1930 verstarb Wilhelm Flaschenträger. Er ist auf dem Friedhof der Nikolauskirche in Englschalking beerdigt. Noch im selben Jahr wurde eine von der Nikolauskirche ausgehende Straße in der Ortsmitte von Englschalking nach ihm in „Flaschenträgerstraße“ umbenannt.

## Wirken
Zwischen 1894 und 1899 war Wilhelm Flaschenträger „Gemeindebevollmächtigter“, im Jahr 1900 wurde er dann zum Bürgermeister der Gemeinde Daglfing gewählt. Als Bürgermeister war er ein Befürworter einer Eingemeindung von Daglfing nach München: 1910 und 1911 initiierte er Anträge auf eine Eingemeindung nach München, die jedoch vom Magistrat der Stadt München abgelehnt wurden.
Im Jahr 1928 initiierte er erneut einen Antrag für die Eingemeindung nach München, über die die Bürger abstimmen sollten.
Er unterstützte die Eingemeindung 1929 mit einer Flugschrift und mit mehreren Reden an die Bürger der Gemeinde, um die zahlreichen Gegner einer Eingemeindung vom Gegenteil zu überzeugen. Bei der Bürgerabstimmung am 1. Septembers dieses Jahres entschied sich die Gemeindebevölkerung mit 511 gegen 365 Stimmen für eine Eingemeindung. Am 1. Januar 1930 wurde die Gemeinde Daglfing dann tatsächlich nach München eingemeindet.